# Supermarine Spiteful
De Supermarine Spiteful was een eenpersoons jachtvliegtuig dat in de Tweede Wereldoorlog werd ontwikkeld als opvolger van de Spitfire. Door de komst van de straaljager kwam het type niet in de actieve dienst. Er zijn slechts negentien exemplaren van gebouwd.

## Ontwikkeling
De Spiteful begon als een variant van de Spitfire, uitgerust met een nieuwe vleugel met laminaire stroming. Daarvan werd een hogere topsnelheid verwacht. De eerste vlucht van een Spitfire Mk XIV met de nieuwe vleugel vond plaats op 30 juni 1944. De vliegtesten wezen echter uit dat de nieuwe vleugel alleen niet de gewenste verbetering van de vliegprestaties bracht. Dit prototype verongelukte op 13 september 1944, waarbij de piloot Frank Furlong om het leven kwam.
Het luchtvaartministerie maakte specificatie F.1/43 voor de opvolger van de Spitfire op basis van het ontwerp van Supermarine. Dit werd de Spiteful, met een nieuwe romp, de laminaire vleugel, en een Rolls-Royce Griffon motor. Enkel de staartvlakken waren bijna identiek aan die van de Spitfire. De eerste "echte" Spiteful vloog op 8 januari 1945. De tests wezen uit dat de laminaire vleugel goed presteerde, maar de verbeteringen ten opzichte van de Spitfire waren niet zo belangrijk als men had gehoopt. Ondertussen werd de Spiteful door de feiten achterhaald, meer bepaald door het einde van de oorlog en de komst van de straaljagers. Van de 188 bestelde exemplaren van de Spiteful werden er slechts 19 gebouwd.
Supermarine gebruikte de vleugel en het onderstel van de Spiteful voor hun eerste straaljager, de Attacker. Een Spiteful werd omgebouwd tot het prototype van de Seafang voor de Royal Navy. Op enkele exemplaren na die werden gebruikt voor militaire testen en ontwikkeling bij Supermarine, werden de andere Spitefuls gestockeerd.

## Varianten
- de Mk XIV of F.14 (men ging verder met de nummering van de Spitfire-varianten) met een Griffon 65 motor met vijfbladige propeller.  De bewapening bestond uit vier 20 millimeter-kanonnen en 8 of 12 raketten van 60 lb (27 kg) of twee bommen van 1.000 lb (454 kg). Hiervan werden zeventien exemplaren gebouwd in 1945-1947.
- de F.15, uitgerust met een Griffon 89 of 90 en twee contraroterende driebladige propellers. Een exemplaar gebouwd; dit werd later omgebouwd tot het prototype van de Supermarine Seafang.
- de F.16: als de F.14 maar met een Griffon 101 met drietraps supercharger. Een exemplaar gebouwd. Kon tot 795 km/h snel vliegen.